# Живкович, Миодраг
Миодраг Живкович (серб. Миодраг Живковић; 1928, Лесковац — 31 июля 2020, Белград) — сербский и югославский скульптор-монументалист.

## Биография

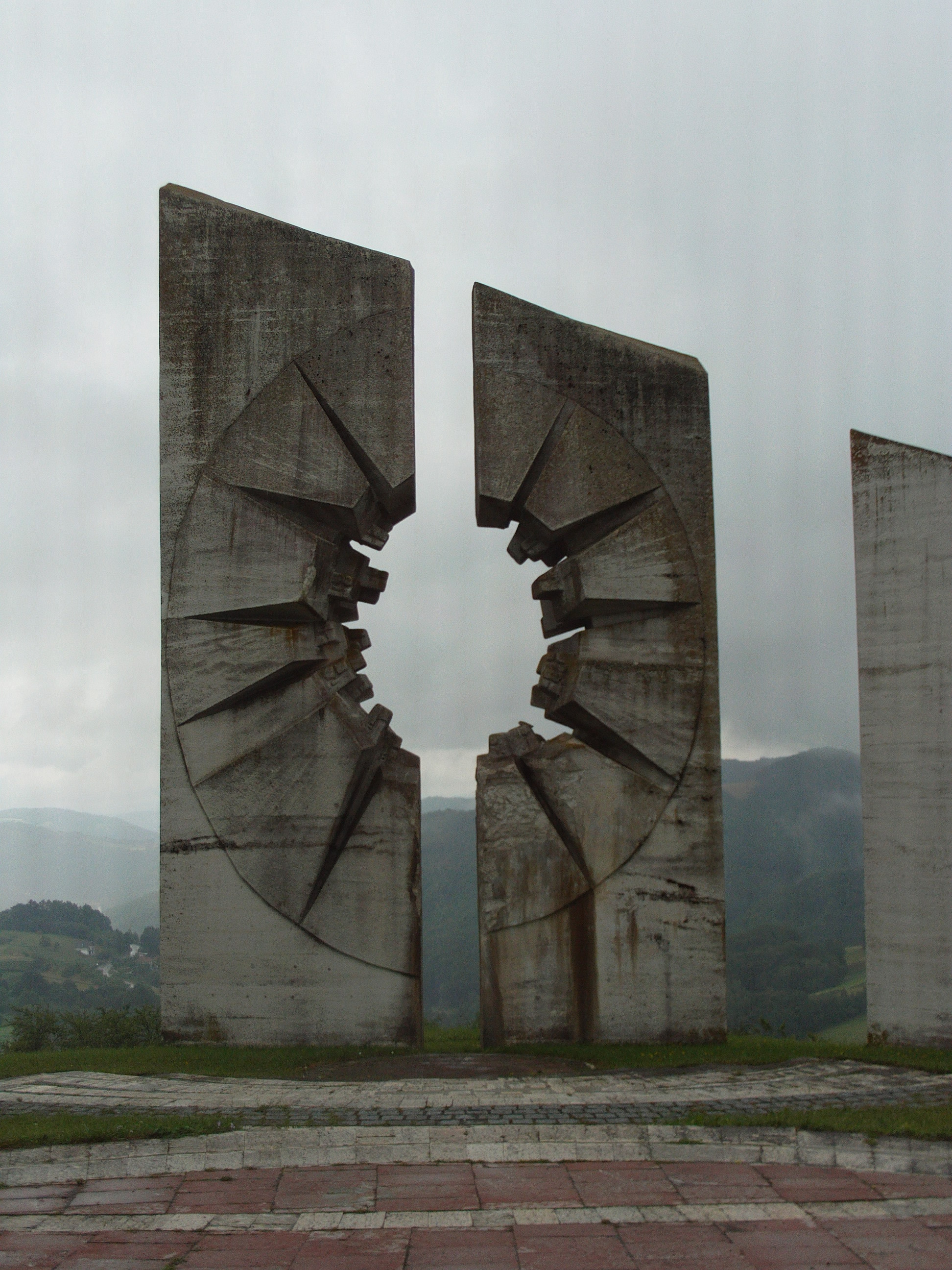
Мемориальный комплекс, близ Ужице, Сербия, 1979

С 1944 года жил в Белграде. В 1952 году после окончания факультета изобразительных искусств университета искусств в Белграде работал преподавателем рисования в Младеноваце и Нови-Београде, позже ассистентом профессора на факультете прикладного искусства в альма-матер, в 1974—1977 годах — деканом, с 1977 по 1984 год — заведующим кафедрой скульптуры факультета изобразительных искусств.
С 1991 по 1996 год — вновь декан факультета изобразительных искусств университета искусств в Белграде.

## Творчество
Миодраг Живкович известен своими работами по созданию мемориальных комплексов и целого ряда скульптур по всей бывшей Югославии и за рубежом.

## Избранные работы

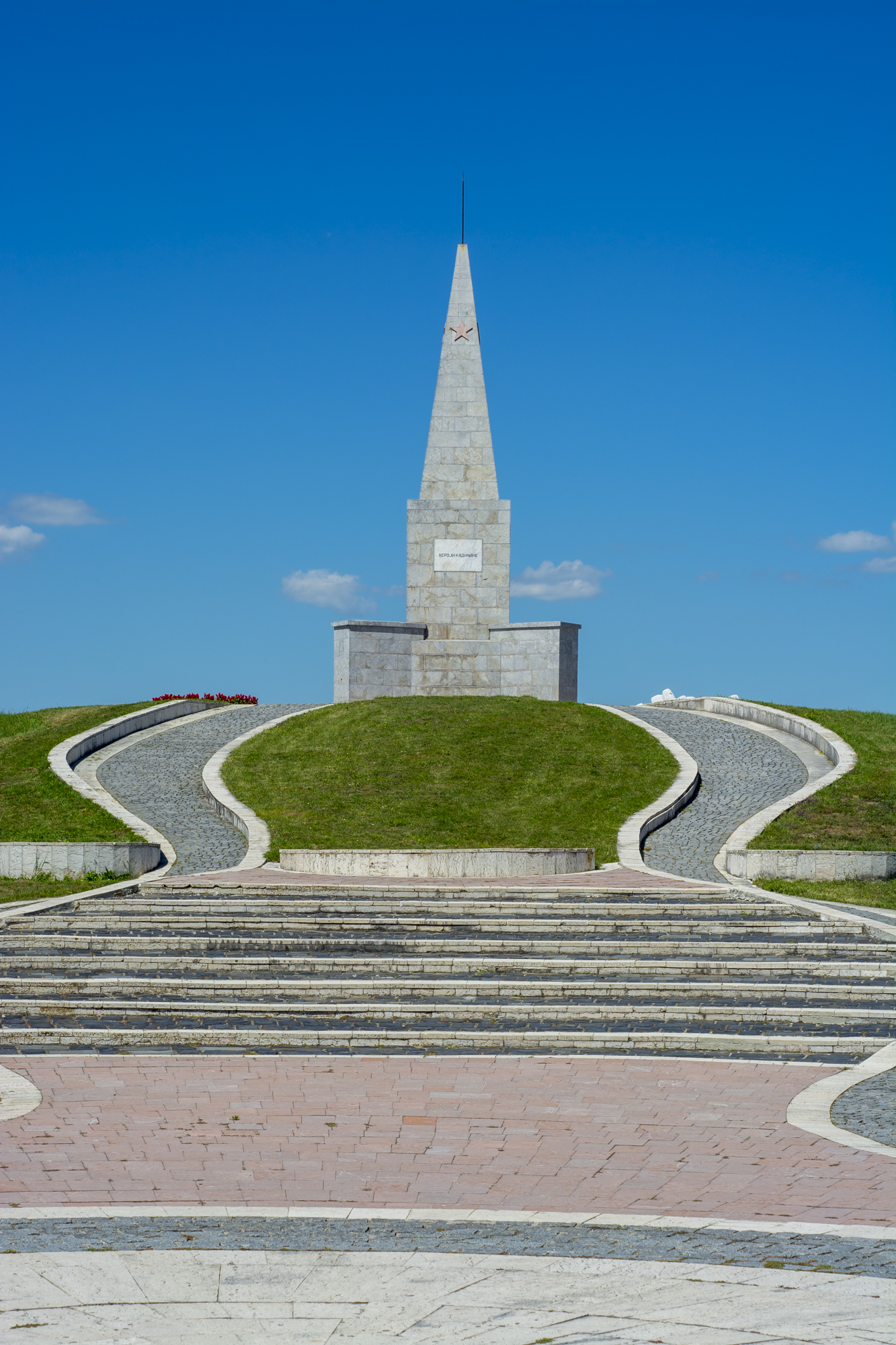
Мемориальный комплекс, близ Ужице, Сербия

- Скульптура «Борец», Рашка, Сербия (1959)
- Памятник Революции, Приштина, Косово (1961)
- Скульптура «Сломанные крылья», Крагуевац, Сербия (1963)
- Скульптура Вука Караджича, Лозница, Сербия (1964)
- Скульптура М. Глишича, Валево, Сербия (1968)
- Памятник югославским иммигрантам, Пунта-Аренас, Чили (1970)
- Памятник «Протест», Пунта-Аренас, Чили (1970)
- Военный мемориал в долине героев, посвящённый битве на Сутьеске,Тьентиште, Босния и Герцеговина (1971)[2][первичный источник]
- Памятник павшим борцам, Приштина, Косово (1971)
- Монумент югославским и итальянским партизанам—жертвам концлагеря в Гонарсе, Италия (1973),
- Монумент в парке «Восстания и революции», Грахово , Черногория (1978)
- Мемориальный комплекс, близ Ужице, Сербия (1952—1979)
- Скульптура «Свобода», Улцинь, Черногория (1985)
- Скульптура «Святитель Сава», Приеполе, Сербия (1995)
- Памятник сербам-защитникам г. Брчко, Босния и Герцеговина (1997)
- Памятник «Борцам Биелина и Семберия», Биелина, Республике Сербской в составе Боснии и Герцеговины (1998)
- Памятник «Борцам за свободу», Модрича, Босния и Герцеговина (2002)
- Памятник Николе I Петровичу, Никшич (2006)
- Скульптура Вука Караджича, Петница близ Валево (2006)

## Галерея

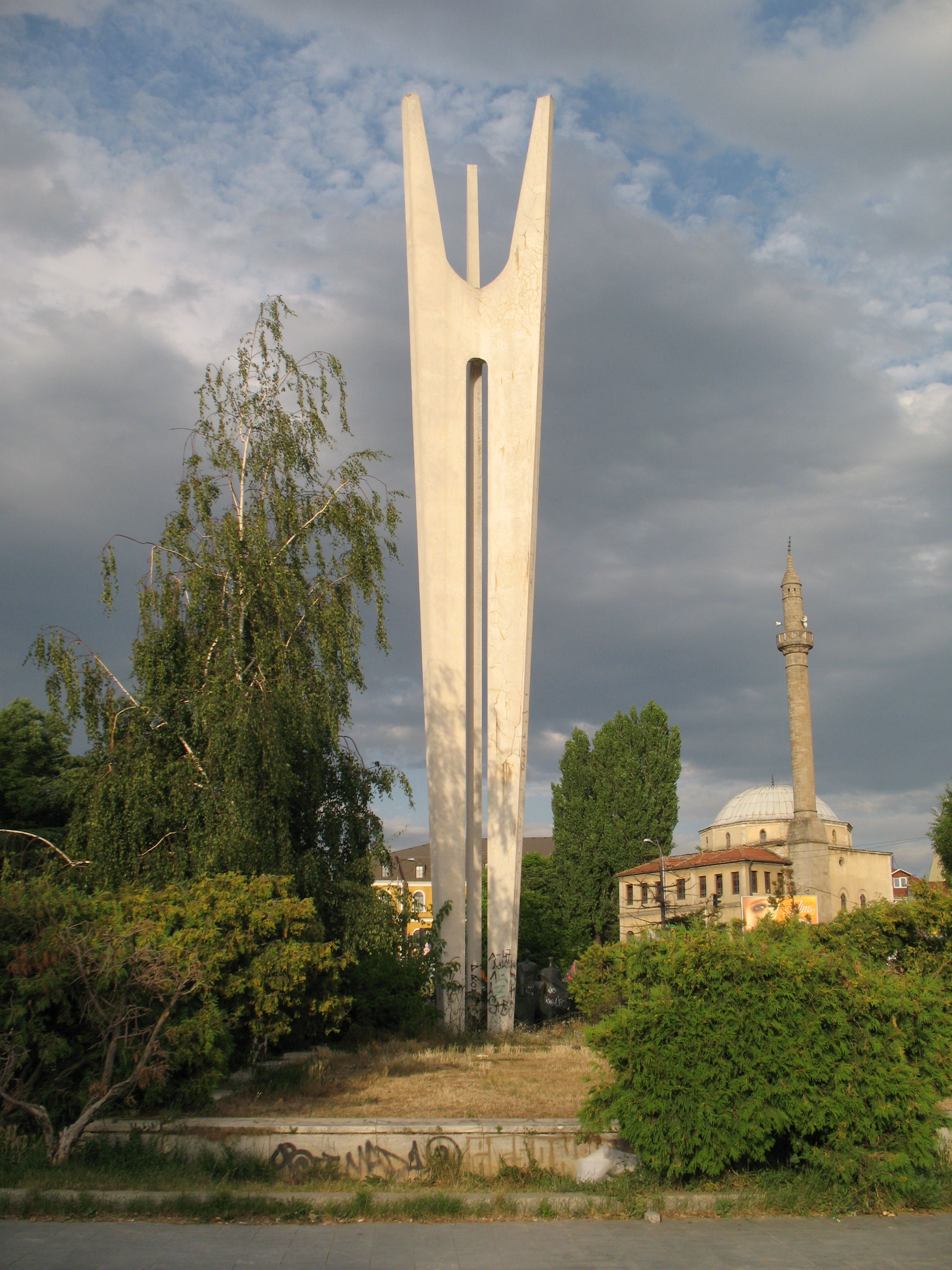
Памятник павшим борцам Революции, Приштина, Косово, 1961
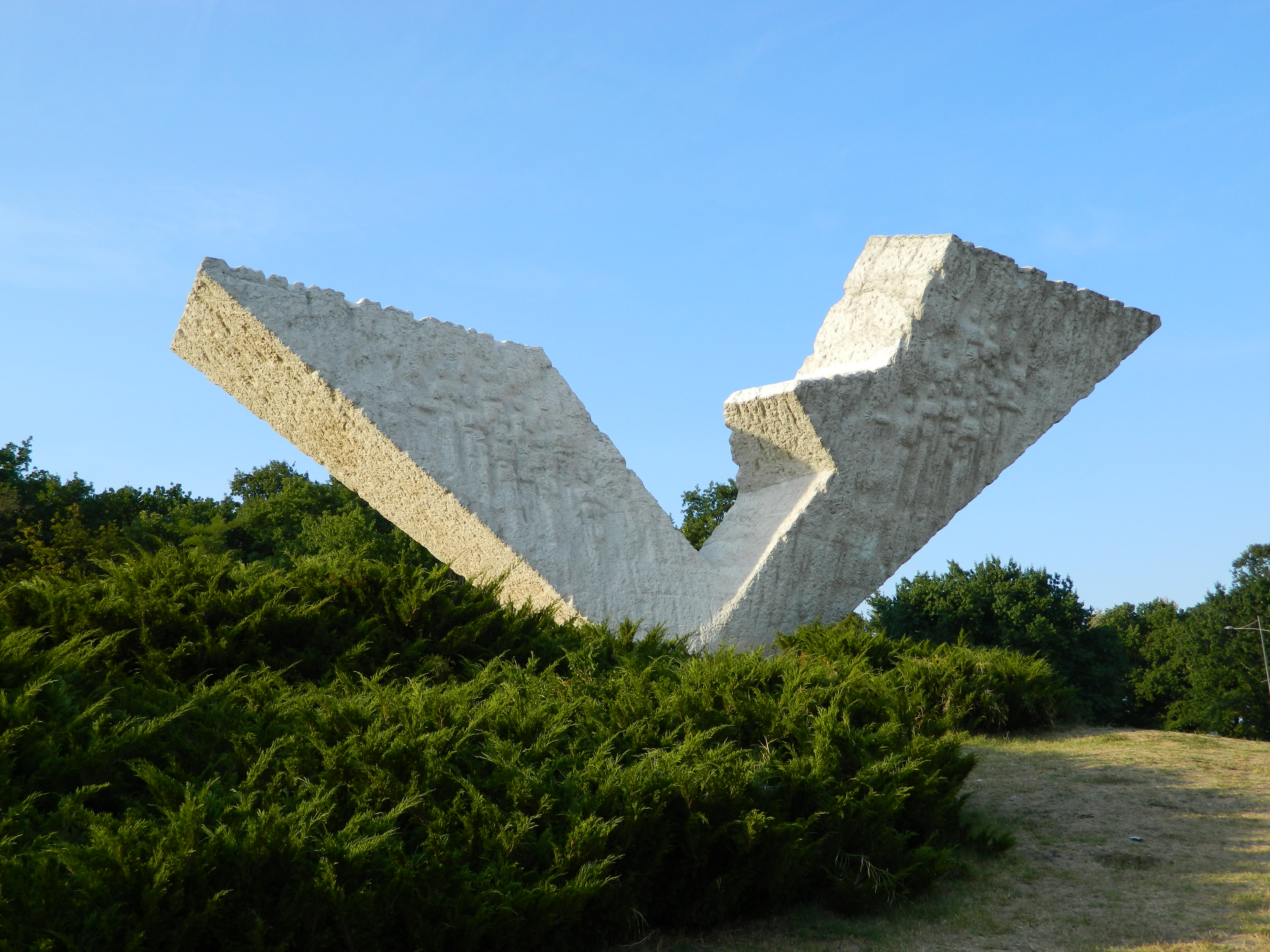
Скульптура «Сломанные крылья», Крагуевац, Сербия, 1963
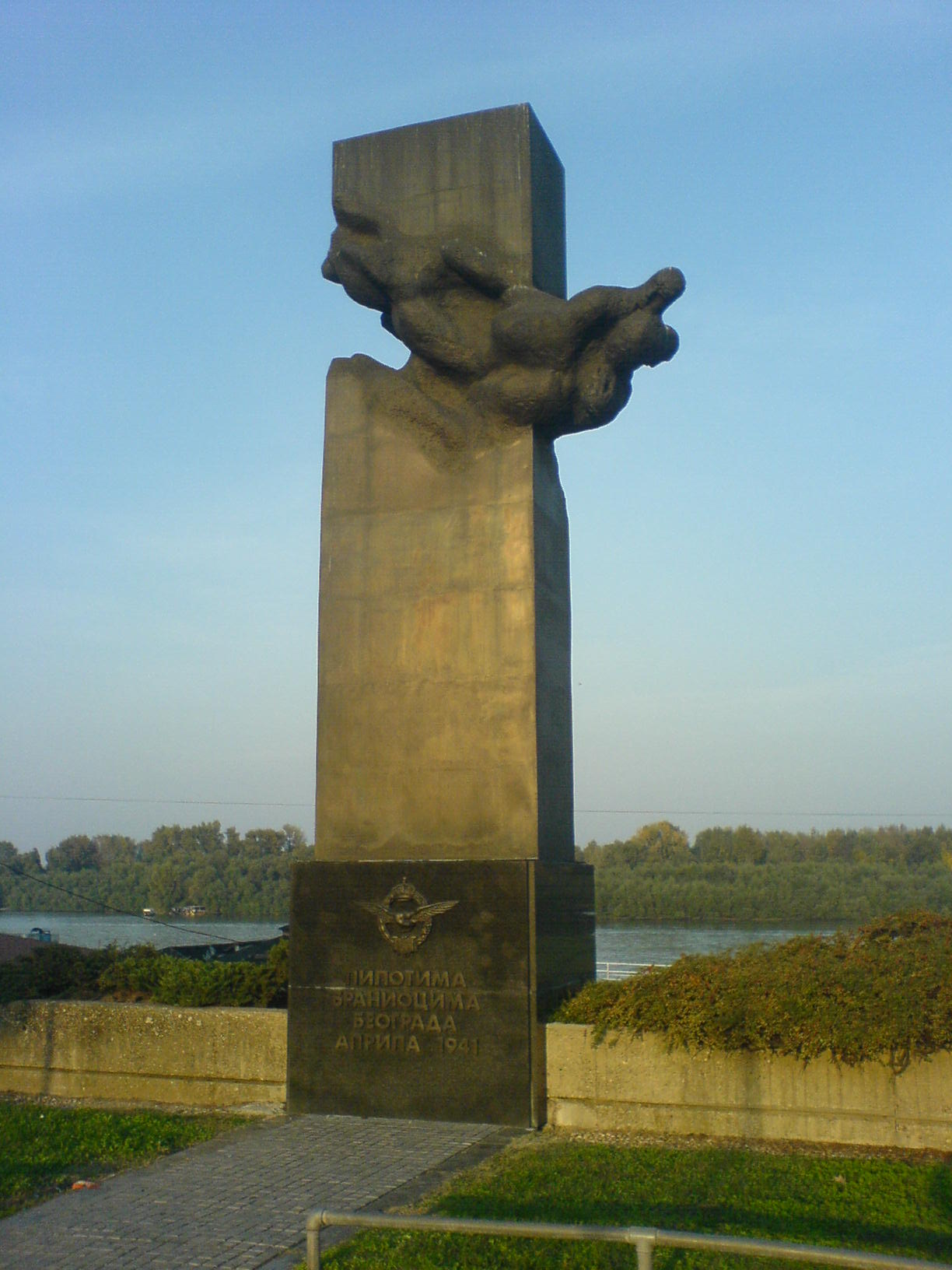
Памятник пилотам Королевских ВВС Югославии — защитникам Белграда (Нови-Београд), 1994
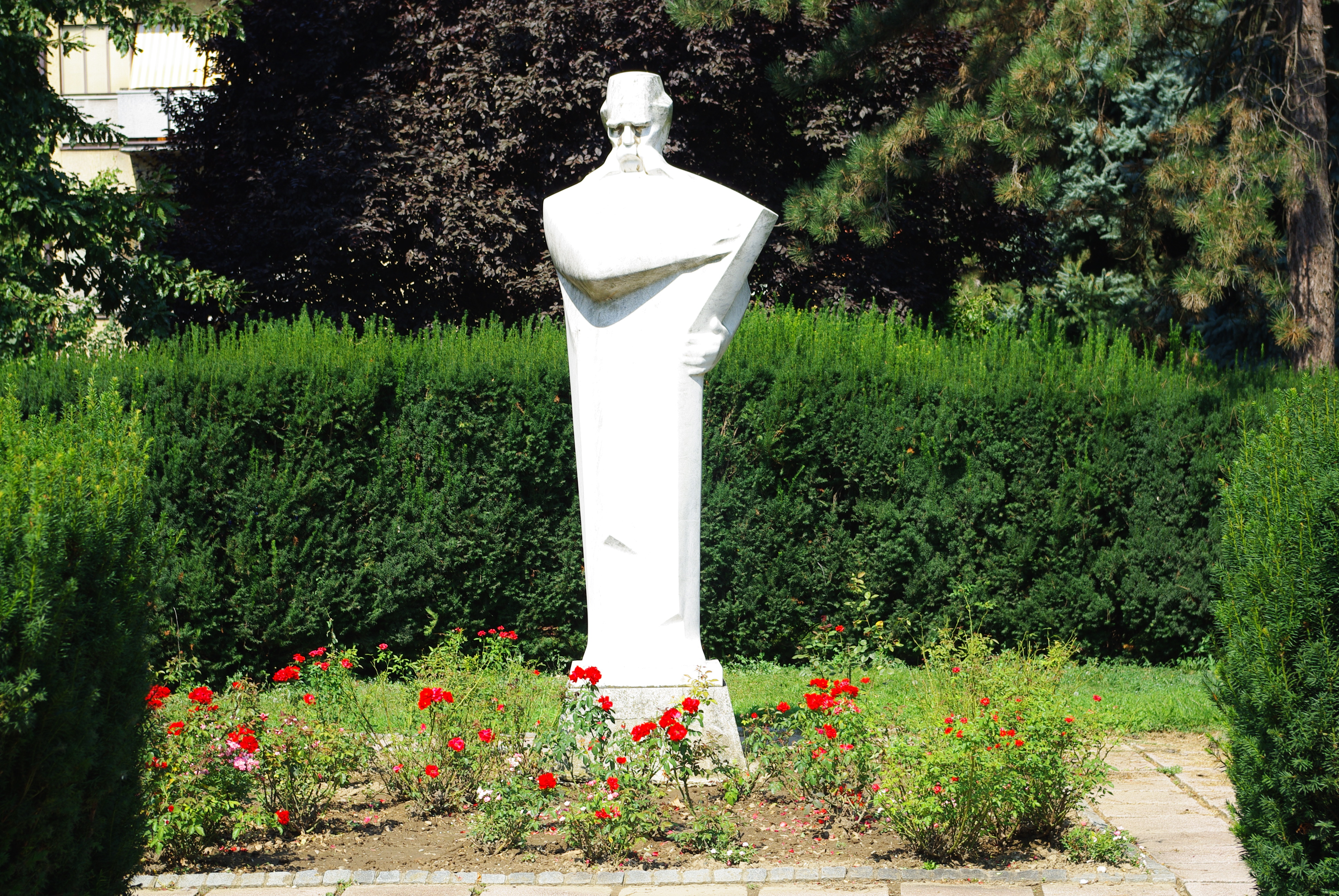
Скульптура Вука Караджича, Лозница, Сербия, 1964

## Награды
- Золотая медаль «За заслуги» (2018, Сербия)[3].